# Список млекопитающих Бутана
Список млекопитающих Бутана включает 203 вида млекопитающих, обитающих на территории Бутана.

## Подкласс:Звери(Placentalia)

### Инфракласс:Плацентарные(Eutheria)

#### Отряд:Хоботные(Proboscidea)
- Семейство: Слоновые (Elephantidae)
  - Род: Индийские слоны (Elephas)
    - Азиатский слон (Elephas maximus)

#### Отряд:Приматы(Primates)
- Подотряд: Сухоносые обезьяны (Haplorrhini)
  - Инфраотряд: Обезьянообразные (Simiiformes)
    - Парвотряд: Узконосые обезьяны (Catarrhini)
      - Семейство: Мартышковые (Cercopithecidae)
        - Род: Макаки (Macaca)
          - Горный резус (Macaca assamensis)
          - Макак-резус (Macaca mulatta)

        - Подсемейство: Тонкотелые обезьяны (Colobinae)
          - Род: Серые лангуры (Semnopithecus)
            - Серый лангур (Semnopithecus entellus)

          - Род: Кази (Trachypithecus)
            - Золотистый лангур (Trachypithecus geei)
            - Trachypithecus pileatus

      - Семейство: Лориевые (Loridae)
        - Род: Толстые лори (Nycticebus)
          - Медленный лори (Nycticebus bengalensis)

#### Отряд:Грызуны(Rodentia)
- Подотряд: Белкообразные (Sciuromorpha)
  - Семейство: Беличьи (Sciuridae)
    - Подсемейство: Ratufinae
      - Род: Ratufa
        - Двухцветная белка (Ratufa bicolor)

    - Подсемейство: Sciurinae
      - Триба: Летяги (Pteromyini)
        - Род: Belomys
          - Волосатоногая летяга (Belomys pearsonii)

        - Род: Hylopetes
          - Двухцветная летяга (Hylopetes alboniger)

        - Род: Petaurista
          - Бутанская гигантская летяга (Petaurista nobilis)

    - Подсемейство: Callosciurinae
      - Род: Азиатские полосатые белки (Tamiops)
        - Гималайская полосатая белка (Tamiops macclellandi)

  - Семейство: Слепышовые (Spalacidae)
    - Подсемейство: Rhizomyinae
      - Род: Малые бамбуковые крысы (Cannomys)
        - Малая бамбуковая крыса (Cannomys badius)

  - Семейство: Хомяковые (Cricetidae)
    - Подсемейство: Полёвковые (Arvicolinae)
      - Род: Серые полёвки (Microtus)
        - Сиккимская горная полёвка (Microtus sikimensis)

  - Семейство: Мышиные (Muridae)
    - Подсемейство: Мышиные (Murinae)
      - Род: Крысы (Rattus)
        - Гималайская полевая крыса (Rattus nitidus)
        - Сиккимская крыса (Rattus sikkimensis)

#### Отряд:Зайцеобразные(Lagomorpha)
- Семейство: Зайцевые (Leporidae)
  - Род: Caprolagus
    - Щетинистый заяц (Caprolagus hispidus)

  - Род: Lepus
    - Темношеий заяц (Lepus nigricollis)
    - Шерстистый заяц (Lepus osostolus)
- Семейство: Пищухи (Ochotonidae)
  - Род: Пищухи (Ochotona)
    - Черногубая пищуха (Ochotona curzoniae)
    - Пищуха Форреста (Ochotona forresti)
    - Камская пищуха (Ochotona gloveri)
    - Пищуха большеухая (Ochotona macrotis)
    - Пищуха нубрийская (Ochotona nubrica)
    - Пищуха индийская (Ochotona roylei)
    - Тибетская пищуха (Ochotona thibetana)

#### Отряд:Насекомоядные(Eulipotyphla)
- Семейство: Землеройковые (Soricidae)
  - Подсемейство: Белозубочьи (Crocidurinae)
    - Род: Белозубки (Crocidura)
      - Серая белозубка (Crocidura attenuata)
      - Crocidura fuliginosa
      - Белозубка Хорсфилда (Crocidura horsfieldi)

    - Род: Многозубки (Suncus)
      - Карликовая многозубка (Suncus etruscus)
      - Гигантская белозубка (Suncus murinus)

  - Подсемейство: Бурозубки (Soricinae)
    - Триба: Anourosoricini
      - Род: Anourosorex
        -           - Кротовая землеройка (Anourosorex squamipes)

    - Триба: Nectogalini
      - Род: Азиатские водные землеройки (Chimarrogale)
        -           - Гималайская водная землеройка (Chimarrogale himalayica)

      - Род: Nectogale
        - Перепончатолапая землеройка (Nectogale elegans)

      - Род: Бурозубки (Sorex)
        - Малая бурозубка (Sorex minutus)

      - Род: Азиатские бурозубки (Soriculus)
        - Бурозубка Бейли (Soriculus baileyi)
        - Бурозубка Ходжсона (Soriculus caudatus)
        - Индийская длиннохвостая бурозубка (Soriculus leucops)
        - Древесная бурозубка (Soriculus macrurus)
        - Гималайская бурозубка (Soriculus nigrescens)
- Семейство: Кротовые (Talpidae)
  - Подсемейство: Talpinae
    - Триба: Talpini
      - Род: Euroscaptor
        - Гималайский крот (Euroscaptor micrura)

#### Отряд:Рукокрылые(Chiroptera)
- Семейство: Крылановые (Pteropodidae)
  - Подсемейство: Pteropodinae
    - Род: Cynopterus
      - Индийский коротконосый крылан (Cynopterus sphinx)

    - Род: Sphaerias
      - Крылан Бланфорда (Sphaerias blanfordi)
- Семейство: Гладконосые летучие мыши (Vespertilionidae)
  - Подсемейство: Myotinae
    - Род: Ночницы (Myotis)
      - Ночница остроухая (Myotis blythii)
      - Усатая ночница (Myotis muricola)
      - Гималайская усатая ночница (Myotis siligorensis)

  - Подсемейство: Vespertilioninae
    - Род: Hesperoptenus
      - Hesperoptenus tickelli

    - Род: Нетопыри (Pipistrellus)
      - Нетопырь индийский (Pipistrellus coromandra)

    - Род: Scotozous
      - Летучая мышь Дормера (Scotozous dormeri)

  - Подсемейство: Murininae
    - Род: Murina
      - Murina cyclotis

  - Подсемейство: Miniopterinae
    - Род: Miniopterus
      - Miniopterus pusillus
- Семейство: Бульдоговые летучие мыши (Molossidae)
  - Род: Chaerephon
    - Chaerephon plicata
- Семейство: Подковоносые (Rhinolophidae)
  - Подсемейство: Rhinolophinae
    - Род: Подковоносы (Rhinolophus)
      - Rhinolophus affinis
      - Rhinolophus pearsoni

#### Отряд:Хищные(Carnivora)
- Подотряд: Кошкообразные (Feliformia)
  - Семейство: Кошачьи (Felidae)
    - Подсемейство: Малые кошки (Felinae)
      - Род: Катопумы (Catopuma)
        - Кошка Темминка (Catopuma temminckii)

      - Род: Кошки (Felis)
        - Камышовый кот (Felis chaus)
        - Манул (Felis manul)

      - Род: Рыси (Lynx)
        - Рысь (Lynx lynx)

      - Род: Мраморные кошки (Pardofelis)
        - Мраморная кошка (Pardofelis marmorata)

      - Род: Азиатские кошки (Prionailurus)
        - Бенгальская кошка (Prionailurus bengalensis)
        - Кошка-рыболов (Prionailurus viverrinus)

    - Подсемейство: Большие кошки (Pantherinae)
      - Род: Дымчатые леопарды (Neofelis)
        - Дымчатый леопард (Neofelis nebulosa)

      - Род: Пантеры (Panthera)
        - Леопард (Panthera pardus)
        - Тигр (Panthera tigris)
        - Снежный барс (Panthera uncia)

  - Семейство: Виверровые (Viverridae)
    - Подсемейство: Paradoxurinae
      - Род: Arctictis
        - Бинтуронг (Arctictis binturong)

      - Род: Paguma
        - Гималайская цивета (Paguma larvata)

      - Род: Мусанги (Paradoxurus)
        - Мусанг (Paradoxurus hermaphroditus)

    - Подсемейство: Prionodontinae
      - Род: Азиатские линзанги (Prionodon)
        - Пятнистый линзанг (Prionodon pardicolor)

    - Подсемейство: Viverrinae
      - Род: Виверры (Viverra)
        - Азиатская цивета (Viverra zibetha)

      - Род: Viverricula
        - Малая цивета (Viverricula indica)

  - Семейство: Мангустовые (Herpestidae)
    -       - Род: Мангусты (Herpestes)
        - Индийский серый мунго (Herpestes edwardsii)
        - Яванский мангуст (Herpestes javanicus)
        - Мангуст-крабоед (Herpestes urva)
- Подотряд: Псообразные (Caniformia)
  - Семейство: Пандовые (Ailuridae)
    - Род: Ailurus
      - Красная панда (Ailurus fulgens)

  - Семейство: Псовые (Canidae)
    - Род: Лисицы (Vulpes)
      - Обыкновенная лисица (Vulpes vulpes)
      - Бенгальская лисица (Vulpes bengalensis)

    - Род: Волки (Canis)
      - Шакал обыкновенный (Canis aureus)
      - Волк (Canis lupus)
        - Тибетский волк (Canis lupus laniger)

    - Род: Красные волки (Cuon)
      - Красный волк (Cuon alpinus)

  - Семейство: Медвежьи (Ursidae)
    - Род: Медведи (Ursus)
      - Белогрудый медведь (Ursus thibetanus)

    - Род: Медведи-губачи (Melursus)
      - Губач (Melursus ursinus)

  - Семейство: Куньи (Mustelidae)
    - Род: Хорьки (Mustela)
      - Желтобрюхая ласка (Mustela kathiah)
      - Колонок (Mustela sibirica)
      - Белополосая ласка (Mustela strigidorsa)
      - Солонгой (Mustela altaica)

    - Род: Куницы (Martes)
      - Харза (Martes flavigula)
      - Каменная куница (Martes foina)

    - Род: Arctonyx
      - Свиной барсук (Arctonyx collaris)

    - Род: Выдры (Lutra)
      - Выдра (Lutra lutra)

    - Род: Короткошёрстные выдры (Lutrogale)
      - Гладкошёрстная выдра (Lutrogale perspicillata)

    - Род: Бескоготные выдры (Aonyx)
      - Восточная бескоготная выдра (Aonyx cinereus)

#### Отряд:Непарнокопытные(Perissodactyla)
- Семейство: Носороговые (Rhinocerotidae)
  - Род: Носороги (Rhinoceros)
    - Индийский носорог (Rhinoceros unicornis)

#### Отряд:Китопарнокопытные(Cetartiodactyla)
- Подотряд: Свинообразные (Suina)
  - Семейство: Свиньи (Suidae)
    - Подсемейство: Suinae
      - Род: Кабаны (Sus)
        - Карликовая свинья (Sus salvanius)
        - Кабан (Sus scrofa)
- Подотряд: Жвачные (Ruminantia)
  - Семейство: Кабарговые (Moschidae)
    - Род: Кабарги (Moschus)
      - Гималайская кабарга (Moschus chrysogaster)
      - Чёрная кабарга (Moschus fuscus)

  - Семейство: Оленевые (Cervidae)
    - Подсемейство: Cervinae
      - Род: Аксисы (Axis)
        - Аксис (Axis axis)
        - Свиной олень (Axis porcinus)

      - Род: Настоящие олени (Cervus)
        - Благородный олень (Cervus elaphus)
        - Барасинга (Cervus duvauceli)
        - Индийский замбар (Cervus unicolor)

    - Подсемейство: Мунтжаковые (Muntiacinae)
      - Род: Мунтжаки (Muntiacus)
        - Индийский мунтжак (Muntiacus muntjak)

  - Семейство: Полорогие (Bovidae)
    - Подсемейство: Бычьи (Bovinae)
      - Род: Настоящие быки (Bos)
        - Bos frontalis

      - Род: Буйволы (Bubalus)
        - Азиатский буйвол (Bubalus bubalis)

    - Подсемейство: Козлиные (Caprinae)
      - Такины (Budorcas)
        - Такин (Budorcas taxicolor)
          - Подвид Budorcas taxicolor whitei — национальное животное Бутана

      - Род: Горалы (Nemorhaedus)
        - Суматранский серау (Nemorhaedus sumatraensis)
        - Гималайский горал (Nemorhaedus goral)

      - Род: Бараны (Ovis)
        - Архар (Ovis ammon)

      - Род: Голубые бараны (Pseudois)
        - Нахур (Pseudois nayaur)

  - Подотряд: Whippomorpha / Cetancodonta
    - Инфраотряд: Китообразные (Cetacea)
      - Семейство: Гангские дельфины (Platanistidae)
        - Род: Гангские дельфины (Platanista)
          - Гангский дельфин (Platanista gangetica)

#### Отряд:Панголины(Pholidota)
- Семейство: Ящеровые (Manidae)
  - Род: Ящеры (Manis)
    - Индийский ящер (Manis crassicaudata)
    - Китайский ящер (Manis pentadactyla)